# For Funerals to Come...
For Funerals to Come... è il primo EP del gruppo musicale svedese Katatonia, pubblicato nel 1995 dalla Avantgarde Music.

## Tracce
Testi di Renkse, musiche di Blackheim, eccetto dove indicato.
1. Funeral Wedding – 8:40
2. Shades of Emerald Fields – 5:24 (testo: Le Huche)
3. For Funerals to Come... – 2:50
4. Epistel – 1:16 (A Forthcoming Doom)

Tracce bonus nella riedizione del 2011
1. Black Erotica – 9:09
2. Love of the Swan – 6:51

## Formazione
Gruppo
- Blackheim – chitarra, voce
- Renkse – batteria, voce
- Le Huche – basso

Produzione
- Katatonia – produzione
- Renkse – produzione batteria e percussioni
- Dan Swanö – ingegneria del suono